# Licuala valida
Licuala valida är en enhjärtbladig växtart som beskrevs av Odoardo Beccari. Licuala valida ingår i släktet Licuala och familjen Arecaceae. Inga underarter finns listade i Catalogue of Life.